# ژان پیر دورلاک
ژان پیر دورلاک (انگلیسی: Jean-Pierre Dorleac؛ زادهٔ ۱۲ آوریل ۱۹۴۳) طراح صحنه و لباس اهل فرانسه است.
وی همچنین برندهٔ جوایزی همچون جوایز امی ساعات پربیننده شده‌است.